# Berdeniella sievecki
Berdeniella sievecki és una espècie d'insecte dípter pertanyent a la família dels psicòdids present als territoris de l'antiga República Federal Socialista de Iugoslàvia.